# Hiperbola (matematyka)

Przykładowa hiperbola (kolor czerwony); zaznaczono też:
• ogniska,
• łączącą je oś symetrii (kolor niebieski),
• leżące na niej wierzchołki,
• asymptoty (kolor zielony),
• środek symetrii

Hiperbola (stgr. ὑπερβολή hyperbolḗ „przerzucenie; przesada”) – krzywa płaska definiowana na co najmniej dwa równoważne sposoby:
- definicja planimetryczna jest oparta na dwóch różnych, ustalonych punktach nazywanych ogniskami. Hiperbola to zbiór takich punktów, dla których wartość bezwzględna różnicy odległości od ognisk jest stała[1];
- hiperbola to taka krzywa stożkowa, dla której kąt między płaszczyzną tnącą a osią stożka jest mniejszy od kąta pomiędzy osią stożka a jego tworzącą.

Hiperbola nie jest spójna – ma dwie rozłączne części zwane gałęziami.

## Równanie hiperboli
Jeżeli ogniska hiperboli mają współrzędne {\displaystyle (-c,0)} i {\displaystyle (c,0),} to można ją opisać równaniem:
{\displaystyle {\frac {x^{2}}{a^{2}}}-{\frac {y^{2}}{b^{2}}}=1,}
gdzie {\displaystyle a} jest połową odległości pomiędzy wierzchołkami hiperboli, natomiast {\displaystyle b} jest połową odległości pomiędzy wierzchołkami urojonymi. Zachodzi również związek:
{\displaystyle b^{2}=c^{2}-a^{2}.}
Jeżeli {\displaystyle a=b,} to hiperbola nazywana jest równoosiową.
Mimośrodem hiperboli nazywa się stosunek odległości pomiędzy ogniskami a wierzchołkami rzeczywistymi:
{\displaystyle e={\frac {2c}{2a}}={\frac {c}{a}}>1.}
Od mimośrodu zależy kształt hiperboli.
Obierając na hiperboli dowolny punkt {\displaystyle P=(x,y),} przez {\displaystyle r_{1}} oznacza się odległość pomiędzy tym punktem a lewym ogniskiem, natomiast przez {\displaystyle r_{2}} odległość pomiędzy punktem {\displaystyle P} a prawym ogniskiem. Wtedy mają miejsce następujące związki:
- dla prawej gałęzi: {\displaystyle r_{1}=a+ex,\ \ r_{2}=-a+ex,}
- dla lewej gałęzi: {\displaystyle r_{1}=-a-ex,\ \ r_{2}=a-ex.}

Niech {\displaystyle d_{1}} będzie odległością ustalonego punktu {\displaystyle P} od lewej kierownicy, a {\displaystyle d_{2},} odpowiednio – od prawej. Wówczas:
{\displaystyle {\frac {r_{1}}{d_{1}}}={\frac {r_{2}}{d_{2}}}=e.}

## Powiązane linie proste
Hiperbola zawsze ma dwie asymptoty; przy powyższym równaniu hiperboli równania asymptot to:
{\displaystyle y=\pm {\frac {b}{a}}x.}
Kierownicami hiperboli nazywa się proste wyrażone równaniami
{\displaystyle x=\pm {\frac {a}{e}}=\pm {\frac {a^{2}}{c}}.}
Odcinek, który przechodzi przez środek hiperboli, a jego końce na niej leżą nazywany jest średnicą hiperboli.
Styczna w punkcie {\displaystyle Q=(p,q)} hiperboli spełnia równanie
{\displaystyle {\frac {px}{a^{2}}}-{\frac {qy}{b^{2}}}=1.}

## Hiperbole sprzężone
Hiperbolę o równaniu
{\displaystyle -{\frac {x^{2}}{a^{2}}}+{\frac {y^{2}}{b^{2}}}=1}

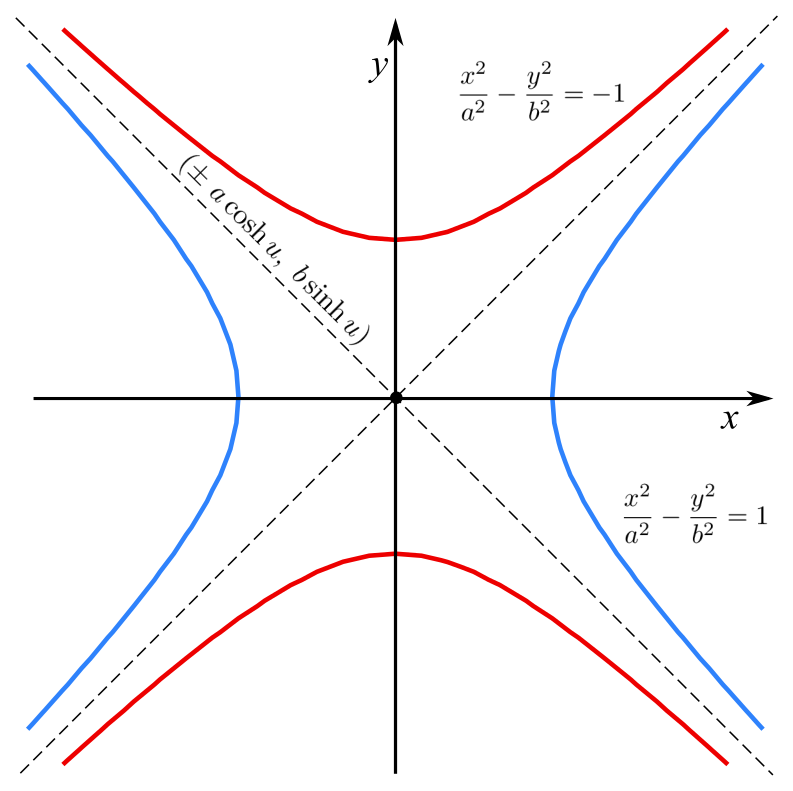
Przykład hiperbol sprzężonych w kartezjańskim układzie współrzędnych

nazywa się hiperbolą sprzężoną do hiperboli wyjściowej, o równaniu podanym wyżej. Hiperbole wzajemnie sprzężona mają wspólne asymptoty o równaniach podanych wyżej.